# Pam (motorfietsmerk)
Pam is een historisch Amerikaans motorfietsmerk dat in 1923 twee modellen presenteerde: een 225 cc eencilinder viertakt en een 200 cc tweecilinder tweetakt.